# Pierre L'Enfant

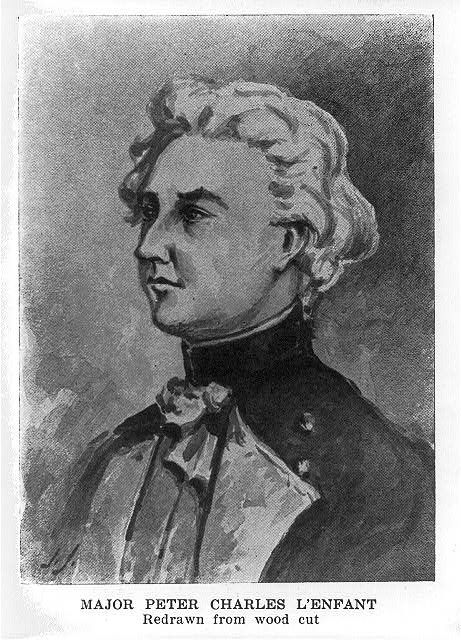
Pierre Charles L'Enfant

L'Enfants plan voor Washington D.C.

Pierre Charles L'Enfant (Anet, 2 augustus 1754 – Prince George's County, 14 juni 1825) was een Amerikaans architect en stadsontwerper van Franse afkomst. L'Enfant is vooral bekend als de ontwerper van het oorspronkelijke stadsplan van de Amerikaanse hoofdstad Washington D.C.

## Biografie
L'Enfant werd in Frankrijk geboren en ging in 1777 naar Noord-Amerika om aldaar in de Amerikaanse Revolutie mee te vechten aan de zijde van de Amerikanen en hun Franse bondgenoten. Na de oorlog maakte hij naam als architect en ontwerper. In 1791 werd hij door president George Washington aangewezen om de nieuwe hoofdstad van de VS te ontwerpen. Het door hem ingediende ontwerp voor de stad werd goedgekeurd, maar interne conflicten tussen L'Enfant en een uit drie mannen bestaande commissie die toezicht hield op de voortgang van de constructie van de stad deed Washington besluiten om in 1792 L'Enfant te ontslaan uit zijn functie.
De nieuwe ontwerper van de hoofdstad week aanzienlijk af van het originele, door L'Enfant ingediende, ontwerp en L'Enfant streed jarenlang om erkenning. Uiteindelijk overleed hij in 1825, in de vergetelheid geraakt, en zonder ooit betaald te zijn geweest voor zijn werk.
Aan het begin van de twintigste eeuw werd L'Enfant gerehabiliteerd en werd hij herbegraven op het Arlington National Cemetery, op een heuvel met uitzicht op Washington D.C. 

## Eerbetoon
In 1968 werd L'Enfant Plaza in Washington geopend, een complex van kantoorgebouwen, winkels en een hotel. Later werd een van de centrale metrostations onder het complex aangelegd, metrostation L'Enfant Plaza.
- Bibsys: 3115628
- Bibliothèque nationale de France: cb15029087b (data)
- CiNii: DA12263845
- Gemeinsame Normdatei: 124943403
- International Standard Name Identifier: 0000 0000 8090 5336
- Library of Congress Control Number: n80129034
- National Archives and Records Administration: 10569591
- Nationale Bibliotheek van Tsjechië: xx0067964
- Nationale bibliotheek van Australië: 35299932
- Nationale Bibliotheek van Israël: 987007277621405171
- Nederlandse Thesaurus van Auteursnamen: 070661693
- Réseau des bibliothèques de Suisse occidentale: 02-A003485120
- LIBRIS: 300208
- SNAC: w69g5qp0
- Système universitaire de documentation: 06178429X
- Trove: 903053
- Union List of Artist Names: 500011763
- Virtual International Authority File: 1676149296308580670006
- WorldCat: E39PBJxRGkMk7M9gwf6X7BQyVC